# Довгі Бороди (резиденція)
58°00′40″ пн. ш. 33°19′00″ сх. д. / 58.01111111° пн. ш. 33.31666667° сх. д.
Довгі Бороди (інші назви «Валдай», «Ужин») — резиденція Президента Російської Федерації, розташована в Новгородській області Росії за 20 кілометрів від міста Валдай, неподалік присілка Довгі Бороди (Рощинське сільське поселення). Входить до складу офіційних резиденцій Президента Російської Федерації, серед яких, зокрема: Кремль, Ново-Огарьово, «Бочарів Струмок» (у Сочі), Константинівський палац у Стрільні.

## Історія
Офіційна назва резиденції — будинок відпочинку «Ужин», від назви озера Ужинське, на березі якого розташований спецоб'єкт. Сусіднє село Довгі Бороди (населення в 2000 році — 17 осіб), до початку XXI століття злилося з селищем Рощино. У 1992 році знесені піонерський табір «Космос», що знаходилися поряд з президентською резиденцією, і пансіонат «Лазурний берег». До 2000 року територія резиденції займала 930 га.
Будівництво об'єкта 201 (так в офіційних документах іменувалася резиденція) було започатковано в 1934 році для Йосипа Сталіна, який недовгий час був тут лише одного разу, в 1939 році — глухомань цього прихованого в ялинових лісах місця, яке з «материком» пов'язувала єдина дорога, збентежила «вождя народів» . У 1940 році на березі Ужинського озера було завершено будівництво трьох будівель: з'єднані в єдиний комплекс Дача № 1 та Дача № 2, ближче до села Довгі Бороди будинок для охорони Дача № 3. Архітектурно Дачі повторюють сталінську дачу у Волинському. У серпні 1948 року в санаторії ЦК ВКП(б) на території нинішньої резиденції помер на відпочинку секретар ЦК ВКП(б) Андрій Жданов. Тут же відбулося весілля сина Жданова Юрія та доньки Сталіна Світлани Аллілуєвої. У резиденції відпочивали Микита Хрущов, Микола Рижков та інші високопосадовці. У 1980-ті роки резиденція була розширена та побудований новий комплекс. Тут любив відпочивати та рибалити перший президент Росії Борис Єльцин. З 2000 року до резиденції періодично приїжджає Володимир Путін .
Нині колишній санаторій ЦК ВКП(б) називається Федеральна державна бюджетна установа Управління справами Президента РФ «Будинок відпочинку „Валдай“», розрахований на 320 місць. У 2007—2010 роках «Дачі № 1—3» було реконструйовано із збереженням історичного вигляду. На території комплексу збудовано Конгрес-центр. У головній будівлі будинку відпочинку облаштовано актову залу — кінотеатр, де проводяться заходи клубу «Валдай» (Міжнародний дискусійний клуб «Валдай»).